# Fondation européenne pour le climat
La Fondation européenne pour le climat (en anglais : European Climate Foundation, ECF), est une initiative philanthropique indépendante dont l'objectif est de contribuer à la lutte contre la crise climatique en favorisant le développement d'une société neutre en carbone aux niveaux national, européen et mondial.
Elle est financée par des fondations privées dont beaucoup sont basées aux États-Unis.

## Présentation
L'objectif de la fondation est de promouvoir des politiques liées au climat et à l'énergie susceptibles d’inciter l'Europe et d'autres acteurs mondiaux clés à atteindre une société à zéro émission nette de gaz à effet de serre à l’horizon 2050. ECF veille également à ce que l'Europe joue un rôle de premier plan afin de prouver que la voie vers cette société est juste, réalisable et souhaitable,.
En tant que Fondation, les principales opérations d'ECF s’articulent autour d’activités d’attribution de subventions, stratégiquement distribuées et mises en œuvre par un large éventail d'organisations engagées dans différents types d'actions caritatives visant à atténuer les effets du changement climatique. Celles-ci vont du travail de recherche jusqu’au plaidoyer ou à la mobilisation publique. 
ECF est financée exclusivement par des sources philanthropiques engagées dans la lutte contre la crise climatique, notamment par d'autres fondations. Elle n'accepte aucun financement provenant d'entreprises ou de gouvernements. Ses fonds ne sont pas utilisés pour mener la moindre activité politique ni partisane, ni pour soutenir des partis politiques ou des objectifs sectaires ou religieux. Chaque bénéficiaire d'une subvention est tenu d'adhérer à ces règles lorsqu'il accepte le soutien de la Fondation.
ECF a attribué 1 177 subventions à destination de 713 organisations en 2021.

## Domaines de travail
En tant qu'organisateur et membre d'un réseau diversifié, ECF travaille en étroite collaboration avec de nombreux partenaires bénéficiaires de subventions, actifs dans la plupart des pays européens, en vue de renforcer l'action climatique européenne et son leadership climatique à tous les niveaux. La Fondation aide les organisations partenaires à innover et à mener des activités stratégiques susceptibles de stimuler des politiques urgentes et ambitieuses en faveur des objectifs de l'Accord de Paris et de contribuer au débat public sur l'action climatique. L'objectif est de contribuer à une transition socialement responsable vers une économie neutre en carbone et vers une société durable, en Europe, mais aussi au-delà.

## Financement
La Fondation ne divulgue pas ses recettes totales, mais donne une liste de ses donateurs, dont beaucoup sont basés aux États-Unis.

## Structure
Le personnel et la structure de travail d’ECF s’articulent autour de trois domaines principaux : 
- Des programmes sectoriels (utilisation des sols, transports, bâtiments, industrie et innovation, systèmes énergétiques et charbon[7], finances, planification et législation en matière de climat) ;
- Des plates-formes et initiatives transversales, y compris le travail autour du Pacte vert européen ;
- Des initiatives nationales visant à promouvoir l'action climatique en France, en Allemagne, en Pologne, en Espagne, en Italie, en Hongrie, en République tchèque, au Royaume-Uni et en Turquie, ainsi que des initiatives régionales en Europe centrale et en Europe du Sud-Est.

Le siège d'ECF est situé à La Haye (Pays-Bas). 
La Fondation emploie 281 personnes en 2021.
Le travail de la Fondation est contrôlé par un conseil de supervision, chargé de diriger et de superviser les activités d'ECF, ainsi que de définir son orientation stratégique.
La Fondation européenne pour le climat a soutenu la création de plusieurs plateformes telles que Carbon Brief fin 2010, la plateforme 2050 Pathways en 2016, le Net-Zero 2050.

## Liens avec le Global Strategic Communications Council
Le Global Strategic Communications Council (GSCC) est un réseau de spécialistes des relations publiques conçu à l’origine comme un moyen d’aider les bénéficiaires de subventions de la Fondation européenne pour le climat à promouvoir leur travail dans la presse. Le but est de « faire passer un message unifié à partir d’un groupe diversifié de sources : le changement climatique est réel, il est causé par les humains et il faut agir immédiatement. » Selon Politico, le réseau a été transformé en 2013 en une équipe d’intervention mondiale distincte pour un éventail plus large de groupes écologistes et de chercheurs. Néanmoins, le PDG du réseau Tom Brookes, se présente jusqu’en 2021 comme le directeur des communications stratégiques de la Fondation européenne pour le climat. Le GSCC est « parrainé financièrement », mais pas financé par la Fondation Européenne pour le Climat.

## Direction générale
- Dr Johannes Meier : 2012-2017
- Laurence Tubiana (diplomate et économiste, une architecte de l'accord de Paris sur le climat[9]) : depuis 2017